# مطار يفانغ نانيوان
مطار يفانغ نانيوان (بالصينية: 潍坊机场) هو مطار في ويفانغ، شاندونغ في جمهورية الصين الشعبية (إياتا: WEF، إيكاو: ZSWF).

## شركات الطيران والوجهات
| شركـات طيـران          | الوجهات |
| ---------------------- | --- |
| Air Chang'an           | مطار تشانغتشون الدولي، مطار شيان شيانيانغ الدولي                                                                      |
| طيران الصين اكسبرس     | مطار تشونغتشينغ جيانغبى الدولي                                                                                        |
| خطوط جنوب الصين الجوية | مطار ووهان الدولي |
| Fuzhou Airlines        | مطار فوتشو تشانغله الدولي، مطار هاربين الدولي، مطار شيامن قاوتشي الدولي، مطار ينتشوان خه دونغ                         |
| طيران جي إكس           | مطار تشانغشا هوانغوا الدولي، مطار قويلين يانغ جيانغ الدولي، مطار هايكو ميلان الدولي، مطار سانيا فينيكس الدولية        |
| خطوط هاينان الجوية     | مطار داليان الدولي، مطار قوانغتشو باييون الدولي، مطار شنيانغ الدولي، مطار شينزين باوان الدولي                         |
| Qingdao Airlines       | مطار تشانغتشون الدولي، مطار هاربين الدولي، مطار سانيا فينيكس الدولية، مطار تاييوان وسو الدولي، مطار شيشوانغباننا غاسا |
| Ruili Airlines         | مطار هاربين الدولي، مطار كونمينغ جانغشوي الدولي                                                                       |
| خطوط سوبارنا الجوية    | مطار شانغهاي بودنغ الدولي                                                                                             |